# 洪伯豪
洪伯豪（1978年—），台灣導演。臺中市后里區人，文藻外國語文專科學校德國語文科、世新大學廣播電視電影學系電影組、國立臺南藝術大學音像紀錄研究所碩士班畢業。

## 經歷
大學期間，曾經擔任攝影助理、收音助理、製片助理，2004年後轉型成為導演，參與拍攝台灣多部電影（《失控謊言》、《KANO》、《賽德克•巴萊》、《星空》、《流浪神狗人》、《一席之地》、《九降風》、《一頁台北》）擔任副導演一職至今。
2010年獲得新聞局補助拍攝短片《畢業旅行》，並在隔年2011年入圍國內多個影展，獲得噶瑪蘭影展及兒童影展兩座劇情短片首獎，2012年入圍第四十九屆金馬獎短片類。
《麻醉風暴2》，是2016年開始第一部與蕭力修共同導演的作品。

## 作品

### 短篇電影
- 2011《畢業旅行》

### 迷你劇集
- 2017《麻醉風暴2》

### 長篇電影
- 2018《老大人》
- 2024《乒乓男孩》

### 長篇劇集
- 2019《一千個晚安》
- 2021《第三佈局 塵沙惑》
- 2023《W劇場：因為你如此耀眼》
- 2023《打怪任務》
- 2024《我的意外室友》
- 2025《零日攻擊》

### 音樂錄影帶
- 2019 蘇明淵《善良的歹人》

## 獎項
2011《畢業旅行》
- 2012 第49屆金馬獎 最佳創作短片 入圍
- 2012 台灣國際兒童影展 台灣獎首獎
- 2012 台北電影節 最佳短片 入圍
- 2012 第34屆金穗獎 最佳劇情片 入圍
- 2011 宜蘭噶瑪蘭國際短片影展競賽片 最佳劇情短片/宜蘭縣政府典藏獎
- 2011 高雄電影節新台風短片觀摩

2017《麻醉風暴2》
- 第53屆金鐘獎 戲劇節目導演獎 入圍